# Kasernenstraße (Düsseldorf)
Die Kasernenstraße (in alten Dokumenten Casernenstraße geschrieben) ist eine breite mehrspurige und verkehrsreiche Einbahnstraße im Zentrum von Düsseldorf, die von Nord nach Süd verläuft und die in fast ihrer gesamten Länge ein Teil der Grenze zwischen den Stadtteilen Carlstadt und Stadtmitte ist. Lediglich der nordwestliche kleine Bereich ab der Wallstraße bis Flinger Straße gehört zur Grenze mit dem Stadtteil Altstadt.

## Name und Lage
Der Name der Straße bezieht sich auf den Zugang zu den Kasernen, die bis Anfang des 20. Jahrhunderts in diesen Bereich der Stadt südlich der Benrather Straße lagen. Die Straße beginnt im Norden an der Flinger Straße und endet im Süden am Graf-Adolf-Platz. Die westliche Straßenseite gehört überwiegend zur Carlstadt und die östliche zur Stadtmitte. Auf Vorschlag der Stadtverwaltung Ende 1930 wurde die Straße vorübergehend von 1931 bis Anfang 1933 Friedrich-Ebert-Straße genannt.

## Infrastruktur
Der erste Bereich der Kasernenstraße ab Flinger Straße bis zur Wallstraße ist ein Fußgängerbereich. Ab der Kreuzung mit der Wallstraße ist die Straße überwiegend als zweispurige Verkehrsstraße mit einem einfachen Schienenbereich für den bis Anfang 2016 hier verlaufenden Straßenbahnverkehr ausgeführt. Teilweise ist sowohl ein einseitiger Parkstreifen für Pkw wie auch eine zusätzliche Spur für Fahrräder neben den beidseitigen Fußgängerbereichen derzeit vorhanden. Ab Kreuzung mit der Carl-Theodor-Straße bis Einmündung in den Graf-Adolf-Platz hat die Kasernenstraße drei Pkw-Spuren und eine Fahrradspur. Der ursprünglichen Baumbestand, der Ende des 19. Jahrhunderts angelegt wurde, ist nicht mehr vorhanden.
An der Kasernenstraße liegen etwas Gastronomie, das Luisen-Gymnasium, das Verwaltungsgericht (im Stahlhof), große Verwaltungsgebäude für die Stadtverwaltung (Gebäude Nr. 6) und diverse Finanzniederlassungen und Banken wie Merck Finck Privatbankiers (Gebäude Nr. 15), Commerzbank (Gebäude Nr. 28), Bank Julius Bär (Gebäude Nr. 40) sowie die Hauptverwaltungen der Targobank (Logo Citibank im Dachbereich vom Gebäude Nr. 10 erst 2017 von Citibank auf Targobank geändert) und der Kreis-Sparkasse Düsseldorf (Gebäude Nr. 69 und 69a) sowie die Hauptniederlassung der AOK in Düsseldorf (Gebäude Nr. 61, 63 und 36). Weiterhin liegen besonders im Bereich zwischen Flinger Straße und Benrather Straße neben dem Kaufhaus Carsch-Haus diverse Geschäfte, die jedoch weniger auf den täglichen Verbrauch ausgerichtet sind, sondern mehr den langfristigen und speziellen Bedarf abdecken. Im Bereich des westlichen Bürgersteiges vor dem Hochhaus der Commerzbank zwischen Benrather Straße und Bastionstraße liegt ein Zugang der U-Bahn-Linien U71, U72, U73 und U83. Der zugehörige barrierefreie Zugang über einen Aufzug ist gegenüber auf dem östlichen Bürgersteig angelegt.

## Geschichte

### Bis 1799
Das gesamte Gebiet, in dem die Kasernenstraße liegt, war bis Anfang des 18. Jahrhunderts Gelände im Südosten der Stadt vor den dortigen Befestigungsanlagen. Bereits um 1700 unter Kurfürst Jan Wellem wurden die ersten Planungen erstellt das Stadtgebiet im Südosten zu erweitern und dort modernere Befestigungsanlagen zu errichten. Diese „Extension“ genannte Erweiterung lag südlich der bestehenden Stadtmauer mit der Flinger-Bastion und sollte sich deutlich über den späteren Graf-Adolf-Platz hinaus erstrecken. 1702 wurden die ersten Kasernen auf dem Gebiet errichtet. Da sowohl die finanziellen Mittel für eine größere Stadterweiterung fehlten, wurden um 1710 nur mit ersten und begrenzten Arbeiten begonnen. Allerdings wurden im beabsichtigten Erweiterungsgebiet erste Baumaßnahmen durchgeführt und bis 1709 ein neues Kranken- und Armen-Hospital, Hubertus-Hospital genannt, in diesem Bereich errichtet. Das Hospital lag südlich der aktuellen Benrather Straße vor der Stadtmauer und den zugehörigen Schutzgewässern. Der Zugang zu diesem neuen Areal erfolgte über eine Brücke, die im östlichen Bereich der heutigen Grabenstraße lag. Der Weg, der nach Mitte des 18. Jahrhunderts zu einer Straße ausgebaut wurde, verlief von der Brücke nach Südwesten und direkt vorbei an der Westseite von Hospital mit Kirche und den etwas später errichteten Kasernen. Im Plan der Stadt von 1796 ist der Beginn des damaligen Weges „doppelt punktiert“ eingezeichnet, der von der Grabenstraße, Ecke an der späteren Breite Straße nach Südwesten zur Benrather Straße, aktuell Ecke Kasernenstraße, verlief.

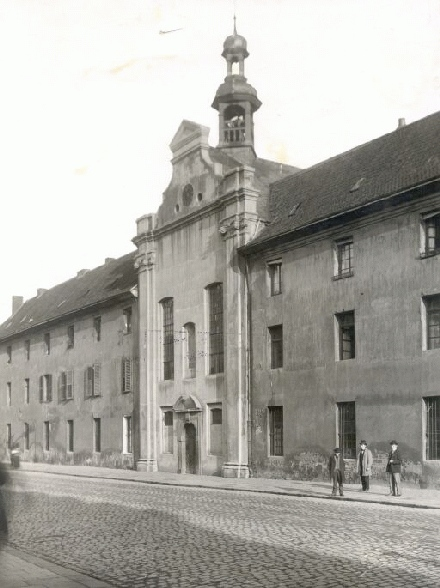
Vorderansicht der Garnisonskirche mit den Bauten des Hubertus-Spitals

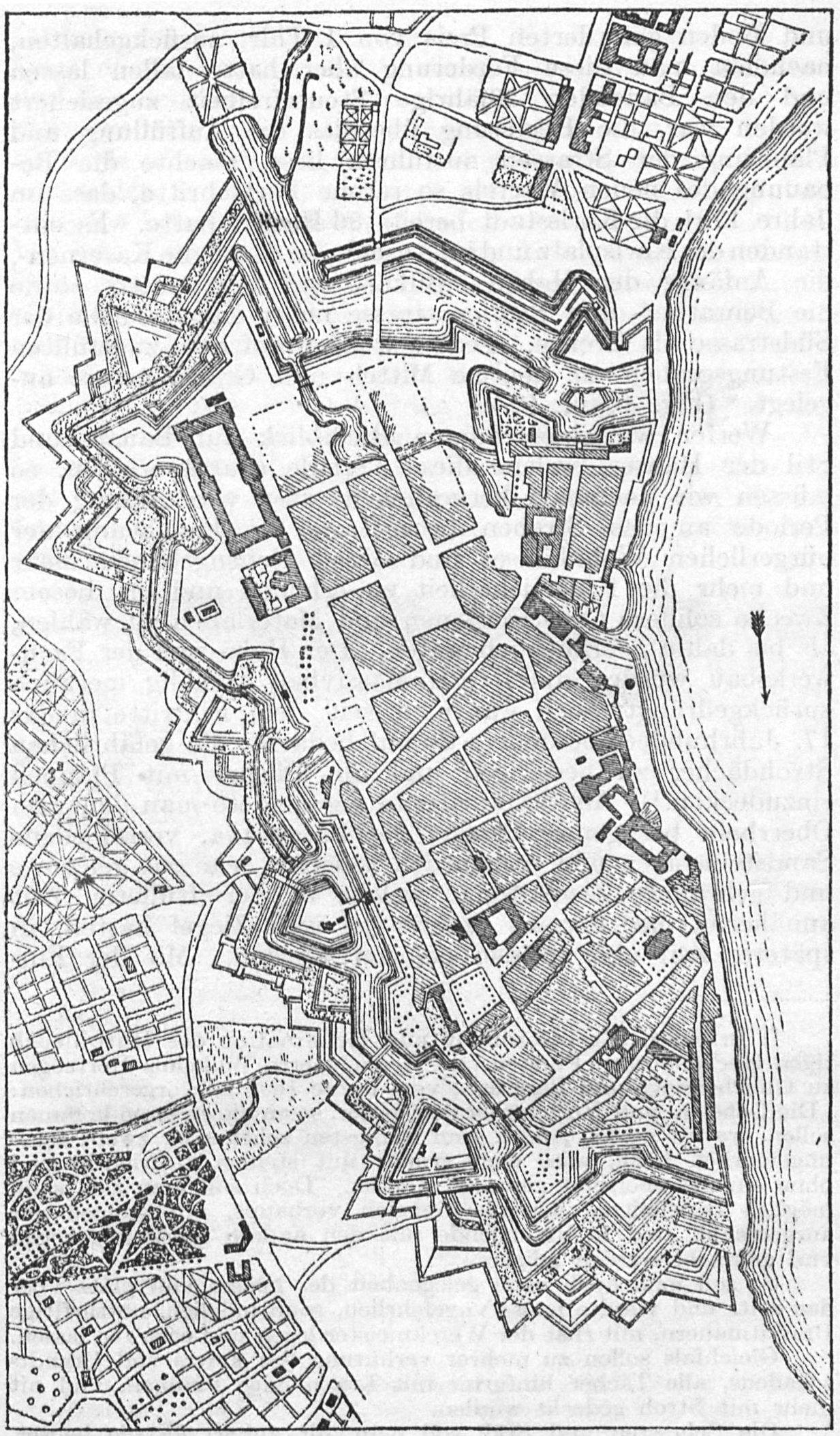
Stadtgebiet nach Anlegung der Carlstadt 1796

Die nach Errichtung der ersten Kasernen zunächst „Soldatenbrückchen“ genannte Brücke wurde später zum „Stadtbrückchen“. Aktuell wird als Stadtbrückchen der unbebaute Bereich bezeichnet, der vor dem westlichen Endgebäude an der Heinrich-Heine-Allee an der Wallstraße im Bereich des Wilhelm-Marx-Hauses liegt. Eine mit dem Hospital errichtete Kapelle wurde bis 1735 zur Stadtkirche St. Anna erweitert.
Erst unter Kurfürst Karl Philipp wurden von 1733 bis 1742 die erforderlichen neuen verstärkten Außenbauwerke mit Bastionen und Ravelins angelegt. Das Gelände innerhalb dieser Schutzbauten war aber gegenüber der ersten Planungen um zwei Drittel verkleinert worden. Gleichzeitig wurden ab Mitte der 1730er Jahre die ersten Kasernenbauten, einfache Gebäude mit zwei Geschosse, für die Infanterie errichtet und 1738 an den Inspekteur des Militärs übergeben. Die am südlichen Ende der Kasernenstraße errichtete Bastion St. Paulus gehörte zu den neuen Schutzbauten mit vorgelagerten Wasserkanälen, die das neue Gebiet im Osten und Süden umgaben.
Wegen der immer stärkeren Nutzung des Militärgeländes wurde 1770 das Hubertus-Hospital an der Kasernenstraße geschlossen und in ein neu errichtetes Gebäude in der neuen Südstadt verlegt. Die ehemaligen Stiftsgebäude wurden 1772 vom Militär übernommen und sowohl als Kaserne wie auch das bisherige Gasthof-Hospital als Militär-Hospital genutzt. Neben der Infanterie waren auch berittene Truppen stationiert. Hierfür notwendige Pferdeställe wurden Ende der 1770er Jahre im Bereich der ehemaligen Stiftsgebäude zusätzlich angelegt.
Die im Nordwesten der Benrather Straße liegenden Grundstücke Kasernenstraße Nr. 17 und 19 gehörten der jüdischen Gemeinde. Dieser wurde am 21. August 1790 erlaubt ein auf diesem Areal vorhandenes größeres Gebäude zu einer Synagoge umzubauen. Der Umbau zur Alten Synagoge erfolgte bis vor Ende 1791. Da eine für den Betrieb der Synagoge beantragte „Sicherheitsurkunde“ erst am 19. Juni 1792 ausgestellt wurde, konnte die Einweihung erst 1792 erfolgen.
Nördlich der Kreuzung Benrather Straße/Kasernenstraße im aktuellen östlichen Häuserbereich um Grundstück Nr. 14 lag bis Ende des 18. Jahrhunderts der älteste stadtnahe jüdische Friedhof. 1780 wurde die jüdische Gemeinde aufgefordert diesen Friedhof aufzuheben. Nach jüdischen Glauben mussten die vorhandenen Gräber auf einen neuen Friedhof umgebettet werden. Der Gemeinde wurde erlaubt erst zeitnah zur zukünftigen urbanen Erschließung des Geländes an der Kasernenstraße die Gräber zu verlegen. Erst 1788 erhielt die Gemeinde das beantragte neue Gelände für einen neuen Friedhof an der Bongardstraße im späteren Stadtteil Pempelfort. Zum Zeitpunkt des Straßenausbaus waren offensichtlich noch nicht alle Gräber rechtzeitig verlegt und wurden überbaut. Bei Kanalbauarbeiten auf der Kasernenstraße 1884 südlich der Kreuzung mit der Grabenstraße wurde ein jüdischer Grabstein mit dem Todesdatum 1774 ausgegraben. Auch bei Straßenbauarbeiten für die U-Bahn fand man 2009 in diesem Straßenbereich noch ein Skelett.

### 1800 bis 1900
Eine verstärkte urbane Erschließung des Geländes an der Kasernenstraße begann Anfang des 19. Jahrhunderts als der nördliche Bereich der Carlstadt bereits angelegt worden war und die inneren Verteidigungsanlagen südlich der Wallstraße eingeebnet waren. Nach der Niederlegung der Stadtmauer und der Auffüllung der Wassergräben in diesem Bereich von Altstadt und Carlstadt wurde die Kasernenstraße etwas nach Norden bis zur Wallstraße verlängert. Bereits um 1800 erstreckte sich das Grundstück vom Gebäude Carlsplatz Nr. 18 bis an die Kasernenstraße. Nach 1802 wurden auch die Reste der Bastion St. Paulus, die vor dem südlichen Ende der Kasernenstraße lagen, eingeebnet. Wie die „Gemeinde Charte“ der Stadt Düsseldorf von 1830 zeigt, erstreckten sich aber bis zu diesem Zeitpunkt sowohl Stadtgraben wie auch Reste der Schutzgewässer bis zum südlichen Ende der Kasernenstraße und versperrten dort den Zugang zu den Gebieten südlich der Stadt. Aus einem Adressbuch von 1842/3 ist ersichtlich, dass bereits zu diesem Zeitpunkt die Grundstücke an der Kasernenstraße mit dem Kasernengelände auch ab der Höhe Benratherstraße fast vollständig bebaut waren.
Erst 1831 wurde der Durchgang von der Kasernenstraße zu den Gebieten im Süden geöffnet und durch Anlegung eines Dammes über die Reste der dortigen ehemaligen Schutzgewässer die Elisabethstraße angelegt. Für einen Transport von steuerpflichtigen Gütern wie Getreide oder Fleischwaren in die Stadt durfte dieser neue südliche Anschluss an das Umland aber nicht benutzt werden.
Die Kirche St. Anna war nach der Verlegung des Hubertus-Hospitals zuerst unverändert weiter eine katholische Stadtkirche. Ab dem 18. Oktober 1816 wurden neben der katholischen Messe regelmäßig auch evangelische Gottesdienste in der Kirche abgehalten. Zum 30. September 1824 wurde per Cabinetsorder die Kirche in eine evangelische Garnisonskirche umgewandelt, die aber gleichzeitig auch eine Simultan-Garnisonskirche für die Katholiken war.
1818 und 1822 wurde die Infanterie-Kaserne, die im ehemaligen Hubertus-Spital eingerichtet worden war, Richtung zum Exerzierplatz hin zu einem Viereck-Komplex mit freiem Innenhof erweitert. 1834 folgte der Bau zusätzlicher weiterer Ställe für die Unterbringung von Pferden, die auf der Westseite der Kasernenstraße ab etwa Höhe der Bastionstraße in Richtung Haroldstraße errichtet wurden. Im Stadtplan von 1890 ist diese Anordnung mit freien Bereichen um die Pferdeställen herum erkennbar. Das Gelände der Ställe hatte die Grundstücksnummer 69. Lediglich das Eckgrundstück an der Haroldstraße nach den Ställen gehörte nicht dem Militärfiskus und war mit Haus Nr. 71 bebaut.

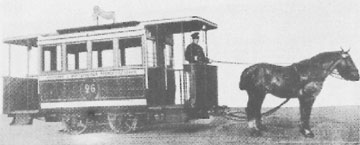
Bild von einer Pferdebahn in Aachen

In der zweiten Hälfte des 19. Jahrhunderts sind für die weitere Entwicklung der Kasernenstraße erwähnungswert:
- Bereits 1859 ist das Preußische Königliche Postamt 1, dass 1856 auf der Poststraße Nr. 1021 lag, an der Ecke zur Kasernenstraße im Gebäude Haroldstraße Nr. 22 nachweisbar. In diesem Gebäude hatte auch bis Anfang des 20. Jahrhunderts die Königliche Ober-Post-Direktion ihre Geschäftsräume.[23] Gegenüber auf der Westseite der Kasernenstraße lag als letztes Gebäude Nr. 71 mit dem „Hotel zur Post“.[24][25][26]
- Von 1874 bis 1875 wurde die bisherige kleine Synagoge der steigenden Anzahl von Juden in der Stadt angepasst und zwecks Vergrößerung umgebaut. Die Einweihung dieser umgebauten Alten Synagoge erfolgte am 10. Sept. 1875.
- Am 18. Februar 1876 wurde als erste Pferde-Eisenbahnstrecke in Düsseldorf die Linie „Burgplatz-Bergisch-Märkischer-Bahnhof“ eröffnet. Die Linie verlief vom Burgplatz zur Grabenstraße und ab dort über die Kasernenstraße bis zum angeführten Bahnhof, der im Bereich des später angelegten Graf-Adolf-Platzes lag.[27] Bereits 1898/99 wurden die Gleise für diese Linie von der Kasernenstraße nach der Hohestraße verlegt.[28] In den letzten Jahrzehnten des 19. Jahrhunderts wurde wie im gesamten alten Stadtgebiet auch der Bereich Kasernenstraße modernisiert. Hierzu gehörten:[29][30][31][32][33]
- 1876 Verlegung von Gasleitungen
- 1880 Anlegung von Schwemmkanälen für die Reinigung der Straßen Richtung der Düssel
- 1884 Verlegung von neuen Abwasserleitungen aus Tonrohren einschließlich Kanälen für die Ableitung von Regenwasser
- 1890 Erlaubnis für die Anbringung privater Gaslaternen
- 1897/98 Verlegung von Stromkabeln für eine elektrische Straßenbeleuchtung und dem Anschluss privater Verbraucher

### Ab 1900

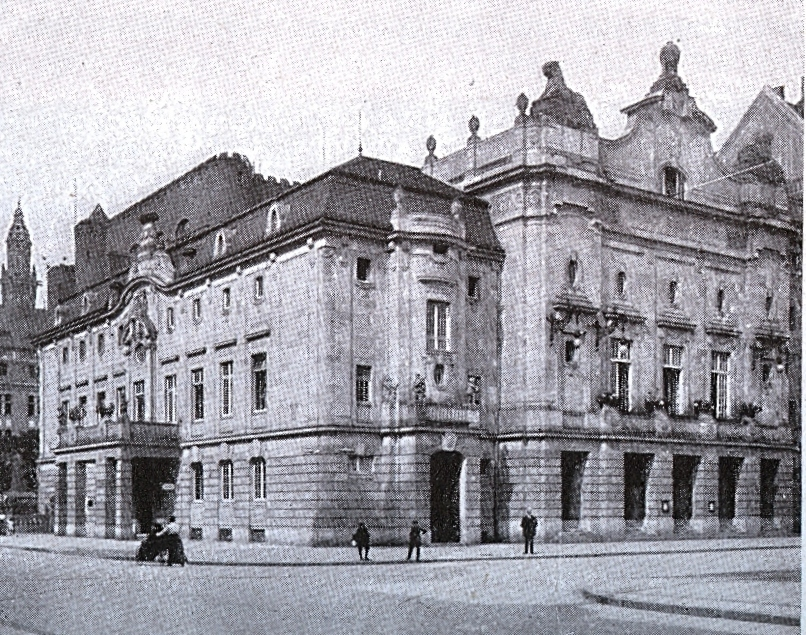
Schauspielhaus an der Karl-Theodor-Straße, Ansicht von der Kasernenstraße aus (1905)

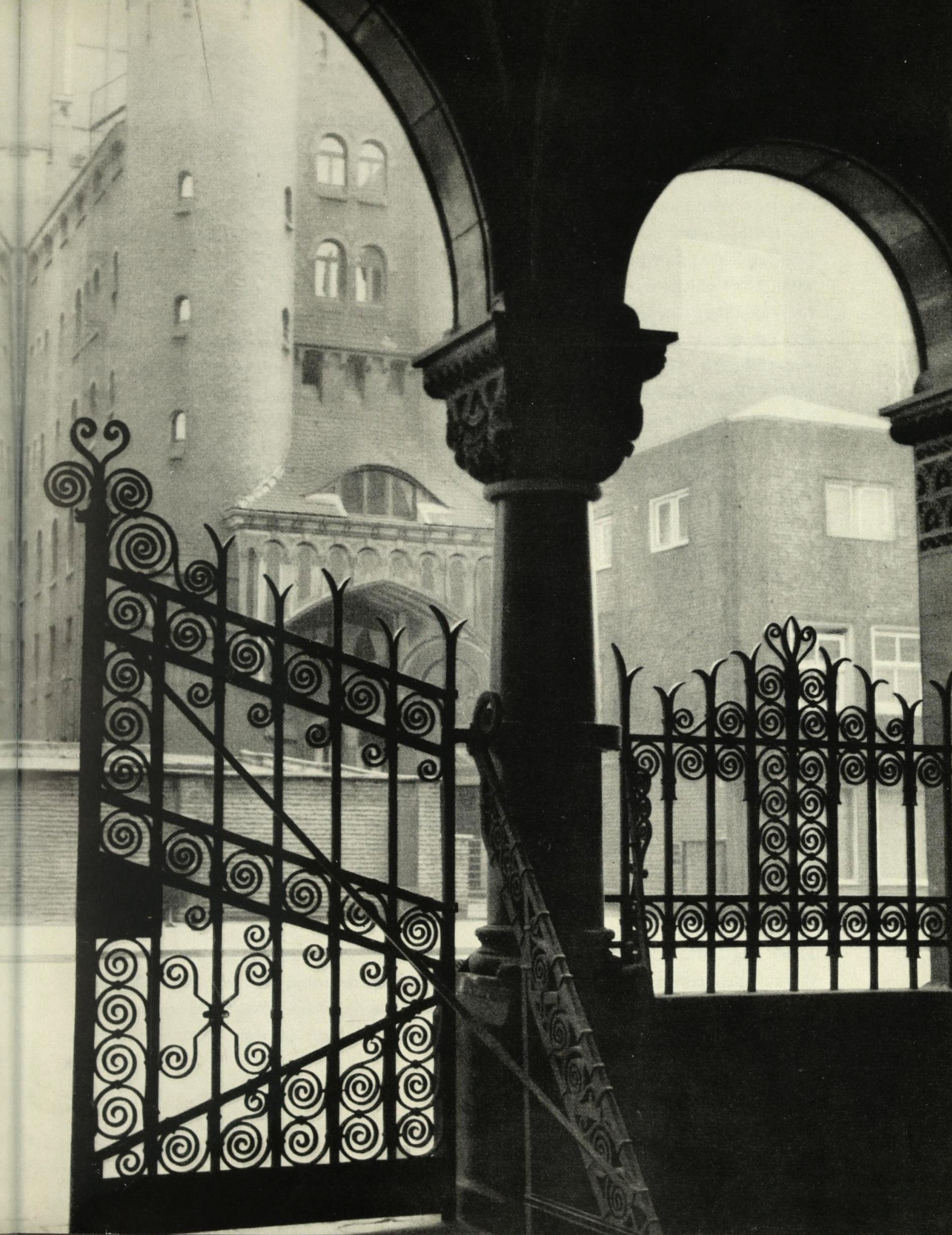
Blick auf das Schauspielhaus vom Tor der Großen Synagoge (um 1920)

Gegen Ende des 19. Jahrhunderts behinderte das Kasernengelände zwischen Stadtgraben und Kasernenstraße den Straßenanschluss zwischen der alten Kernstadt und den neuen Stadtgebieten, die im Süden entstanden waren. Da zudem aus der ehemaligen Randlage des Gebietes inzwischen eine zentrale Stadtlage geworden war, wurde ab 1899 von der Stadtverwaltung mit der Militärverwaltung über eine Verlegung des Kasernengeländes verhandelt. Die Grundstücke auf der Ostseite der Kasernenstraße waren zu dieser Zeit wie folgt im Grundbuch erfasst: Ab Ecke Benrather Straße befand sich eine Artillerie-Kaserne mit Nr. 28, dann folgte unter Nr. 30 die Garnisonskirche, unter Nr. 32 eine weitere Kaserne, danach Nr. 34, die Hauptwache, unter Nr. 36 eine weitere Kaserne und als letztes das Gebäude Nr. 38 mit der Garnisonsverwaltung und dem Bezirks-Kommando. Nach diesem letzten Gebäude des Garnisonkomplexes folgte vor der Haroldstraße als Eckgebäude das Postamt.
Zwischen Militärfiskus und der Stadtverwaltung wurde am 17. Mai 1900 vertraglich die Verlegung vereinbart. Die notwendigen Flächen für die Anlegung der neuen Straßen im Bereich des Kasernengeländes mit Exerzierplatz wurden der Stadt kostenlos überlassen. Zu den vereinbarten Leistungen gehörte auch die Anlegung aller neuen Straßen in diesem Gebiet. Die Kosten hierfür wurden vom Militärfiskus übernommen und die Stadt steuerte nur die Beleuchtung und Bepflanzung mit Straßenbäumen bei. Bereits ab 1900 begann das Militär erste Teile der Truppen in neue Kasernen in andere Stadtgebiete zu verlegen.
Die Pläne für die Anlegung der neuen Straßen durch das Gebiet des Kasernengeländes wurden erstellt. Anfang 1902 wurden die neu gebauten Straßen mit zugehörigem Gelände an die Stadt übergeben. Im Bereich der Kasernenstraße waren neu angelegt worden:
- Verlängerung der Bastionstraße von der Kasernenstraße bis zur Kanalstraße und
- die neue Querverbindung, die Carl-Theodor-Straße, von der Kasernenstraße bis zur Kanalstraße in Höhe der Bahnstraße.[Anm. 5]

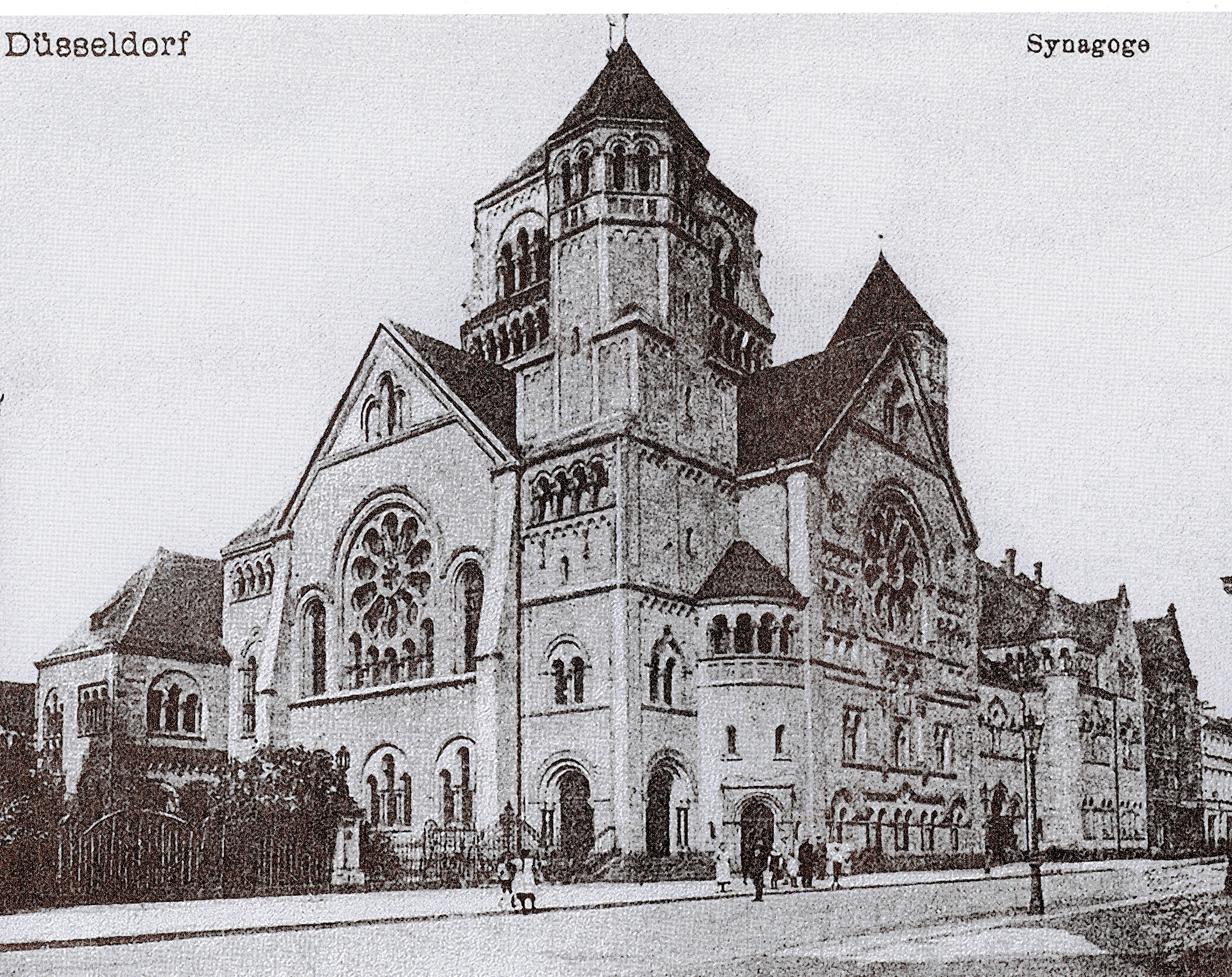
Große Synagoge von 1904

Zusätzlich wurden die erforderlichen Einrichtungen für die Entwässerung der Straßen und des Geländes einschließlich des Exerzierplatzes bis Anfang 1903 angelegt und die Straßenbereiche asphaltiert. Bis zum Kauf des Kasernengeländes 1904 vom Militärfiskus durch die Stadt verlagerte das Militär seine Truppen und Verwaltungen aus diesen inneren nach anderen Stadtbereichen. Alle Gebäude und Ställe auf dem Kasernengelände einschließlich der Garnisonskirche St. Anna wurden abgerissen.
Bereits vor dem Erwerb des Kasernengeländes östlich der Kasernenstraße durch die Stadt Düsseldorf und der Niederlegung der alten Bebauung verkaufte der Militärfiskus einzelne Grundstücke vorab an andere Käufer. Hierzu gehörte beispielsweise das Grundstück Nr. 69, auf dem Pferdeställe lagen und das bereits um Ende 1902 verkauft wurde. Käufer für den nördlichen Teil dieses Grundstückes waren die Israelische Gemeinde und für den südlichen das Landratsamt Düsseldorf. Die bisherige Synagoge, die auf den Grundstücken Kasernenstraße Nr. 17 und 19 lag, war zu klein geworden. Auf dem erworbenen Grundstück Nr. 69a (ab 1904 mit 67b bezeichnet) wurde von 1903 bis 1904 eine neue Große Synagoge gebaut und im September 1904 eingeweiht. Nach Eröffnung der Großen Synagoge wurde die alte Synagoge abgerissen und zwischen 1905 und 1906 auf dem Gelände zwei neue Gebäude, Nr. 17 und 19, errichtet. Die Israelitische Gemeinde, bis 1913 noch Eigentümer, verkaufte beide Grundstücke. In 1914 erbaute der Architekt Heinrich Vehling (1868–1944) auf dem Doppelgrundstück ein Wohn- und Geschäftshaus, in dem die Deutsche Volksbank bis Mitte der 1920er Jahre eine Filiale betrieb.

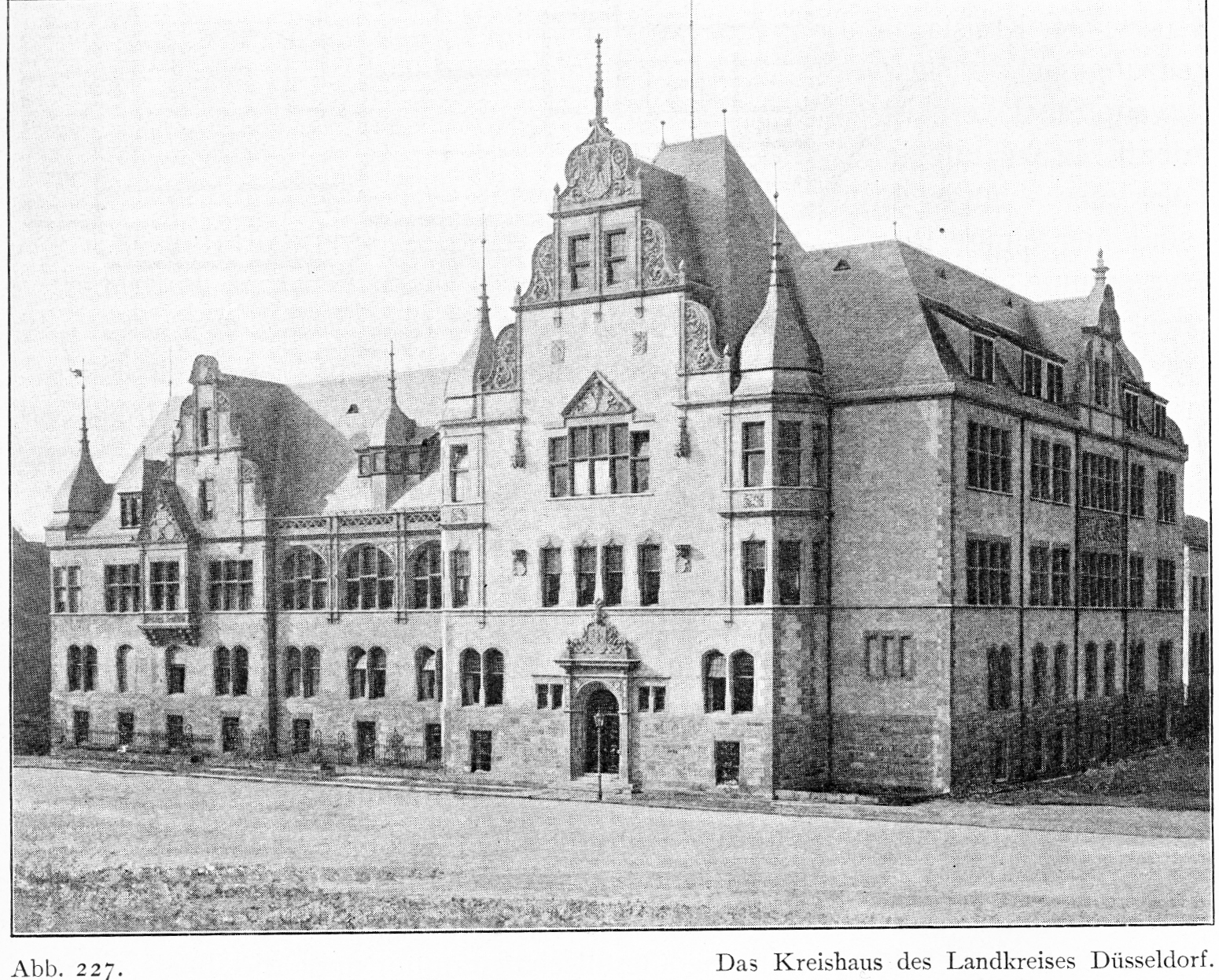
Königliches Landratsamt Düsseldorf, Kasernenstraße Nr. 69

Ab 1904 wurden folgende weitere neuen Gebäude gebaut, die im ehemaligen Bereich der Kasernen direkt an der Kasernenstraße lagen:
- Das Grundstück Nr. 40/48 an der Kasernenstraße, Ecke Carl-Theodor-Straße, wurde etwa Ende 1903 vom Eigentümer, dem Militärfiskus gekauft. Das Baugeschäft H. Rang & Co. (Bau- u. Abbruchmaterialien u. Kohlenhandlung) hatte dort ihren Sitz. Von 1904 bis 1905 baute auf diesem Areal die Baufirma Boswau & Knauer nach Entwurf des Berliner Architekten Bernhard Sehring das Ende Oktober 1905 eröffnete neue Düsseldorfer Schauspielhaus.[43][44]
- Auf dem Grundstück Nr. 69b (später Nr. 69) wurde bis 1906 das Königliche Landratsamt Düsseldorf errichtet. Neben dem Landratsamt, Verwaltungssitz des Landkreises Düsseldorf, waren in diesem Gebäude diverse weitere Büros für kommunale Einrichtungen des Landkreises Düsseldorf untergebracht. Beispielsweise eröffnete ab 1906 in diesem Gebäude die Kreissparkasse Düsseldorf ihre Hauptniederlassung.[45]
- Das Luisen-Gymnasium wurde von 1905 bis 1907 an der Ecke zur Bastionstraße errichtet. Da der Haupteingang des Gymnasiums auf der Bastionstraße lag wurde das Grundstück unter der Grundstücksnummer Bastionstraße 24 geführt.[46]
- Der Stahlhof, der von 1906 bis 1908 errichtet wurde, lag zwischen Breite Straße und Kasernenstraße an der Südseite der verlängerten Bastionstraße, an der der Hauptzugang dieses Gebäudes liegt und das unter Bastionstraße Nr. 39 erfasst wurde.[47]

#### Weitere Gebäude

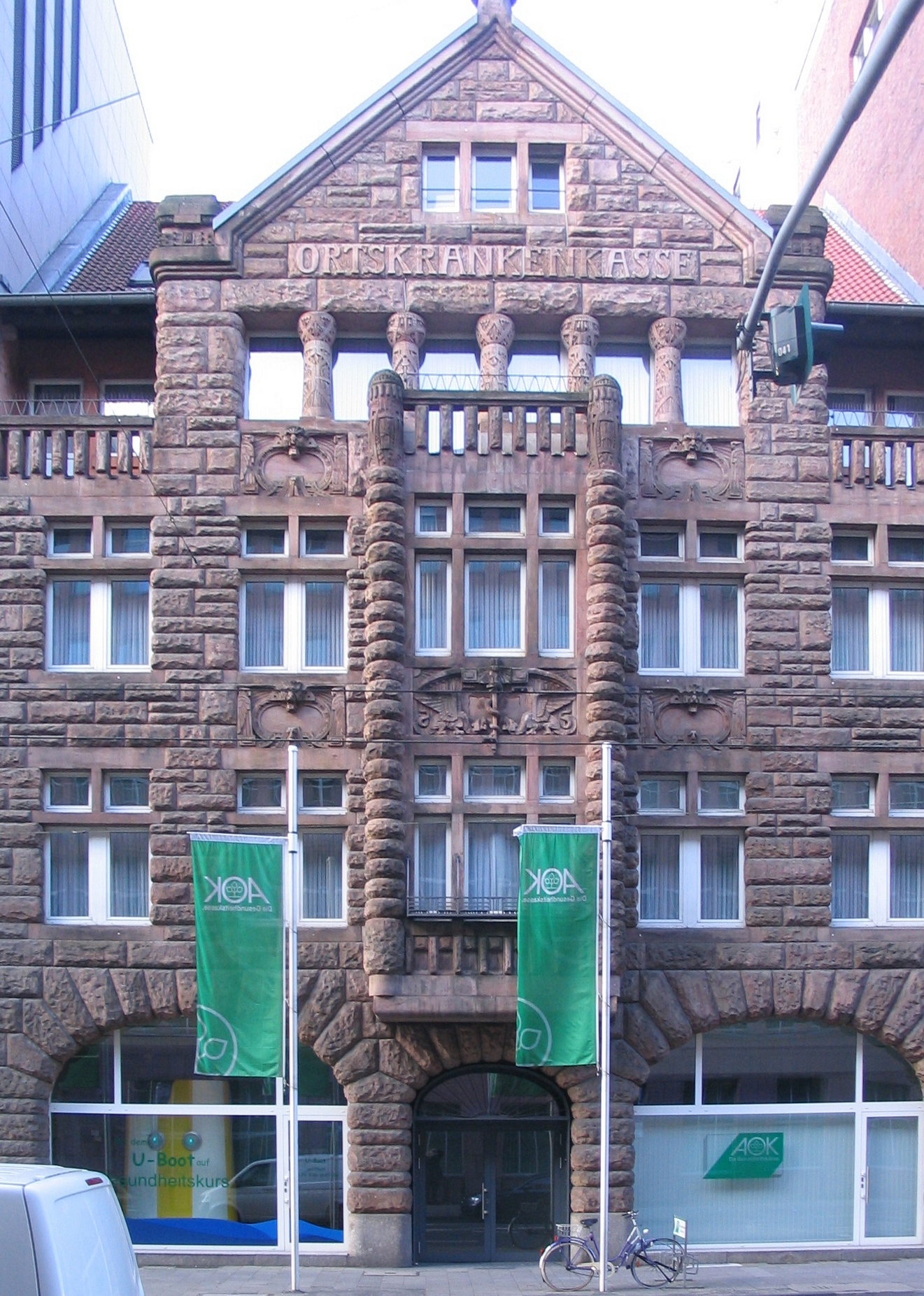
Allgemeine Ortskrankenkasse, Düsseldorf, Kasernenstraße 63

Neben den Gebäuden an der Ostseite der Kasernenstraße, die auf dem ehemaligen Gelände des Militärs Anfang des 20. Jahrhunderts errichtet wurden, sind ab Ende des 19. Jahrhunderts auch diverse andere ältere Gebäude auf der Kasernenstraße entweder umgebaut oder nach Abriss durch neue ersetzt worden. Hierzu gehörten beispielsweise:
- Das Grundstück Nr. 10 mit einem Wohnhaus, das bis 1903 Eduard Neuhaus gehörte und das ab 1904 dessen Erben übernommen hatten.[48] 1905 wurde das im Adressbuch dieses Jahres jetzt als „unbewohnt“ angeführte Haus umgebaut. Ende 1905 war der Umbau mit neuen zusätzlichen Räumen für eine Konditorei beendet, als ab 1905 der später bekannte Düsseldorfer Konditor „Otto Bittner“ als Pächter hier seine Konditorei eröffnete.[49] Ende 1908 erwarb Otto Bittner das Gebäude, ab 1909 ist er als Eigentümer belegbar.[50] Um 1911 kaufte Otto Bittner zusätzlich die Nachbarhäuser Nr. 12 und 14 und vergrößerte seine Geschäftsräume durch den Umbau dieser drei Häuser. Ab 1. April 1912 wurde das erste „Café Otto Bittner“ im neuen Gebäudekomplex Nr. 10 bis 14 eröffnet, das bis zur Zerstörung im Zweiten Weltkrieg in Betrieb war.[51]

- Auf Grundstück Nr. 43 lag zwischen der Benrather Straße und der Bastionstraße ab Anfang des 20. Jahrhunderts ein, eine Zeitlang als Lustspielhaus bezeichnetes, Theater. Mit dem Erwerb dieses Gebäudes um 1897 durch die Höfel'sche Brauerei begann eine bemerkenswerte Entwicklung.[52] Ab 1898 war im Gebäude eine Gaststätte nachweisbar. Nachdem der bisherige Pächter der Wirtschaft, Joseph Esser, das Gebäude 1903 erworben hatte, wurde es zum Vergnügungs-Etablissement „Zum Lämmchen“ umgebaut und ab 1906 bis 1907 unter dem Namen „Edentheater“ betrieben.[53][54] 1908 wurde dieses Theater in „Lustspielhaus“ umbenannt.[55] Um 1914 wurde das Lustspielhaus von Heinrich Winzen erworben und zum „Wintergarten“, einem Theater-Varieté, umgebaut. Während der Zeit des Umbaus wurde kurzzeitig im Nachbargebäude Nr. 45 ein Theaterbetrieb durchgeführt.[56][Anm. 8] 1920 war nach einem weiteren Eigentumswechsel unter Karl Weiß in Nr. 43 der „Wintergarten“ weiterhin in Betrieb. 1922 wurde es von der Czardas-Kabarett GmbH als Eigentümer in das gleichnamige Kabarett umgewandelt. Die Czardas-Kabarett GmbH ging 1928 in Konkurs. Nach Erwerbung durch die Witwe Emil Flöthe wurde es 1930 als Trianon-Kabarett und Tanztheater wieder eröffnet. 1936 war die Wicküler Brauerei Eigentümer und betrieb das Theater bis zum Zweiten Weltkrieg unter dem Namen „Tanzpalast Trianon“ weiter.[57][58][59][60]

- Die Grundstücke Kasernenstraße Nr. 61 bis 67a (aktuell Nr. 61 und 63) lagen nördlich neben der Großen Synagoge. Um 1905 errichtete die Ortskrankenkasse für Fabrikarbeiter und Metallarbeiter auf Grundstück Nr. 67a ein Gebäude, das zur Keimzelle des AOK-Verwaltungskomplexes in Düsseldorf wurde und das Alte AOK-Verwaltungsgebäude genannt wird.[54] Ab 1908 war erstmals neben der Ortskrankenkasse für Fabrikarbeiter und Metallarbeiter auch die Gemeinsame Ortskrankenkasse und der Verband der Krankenkassen im gleichen Gebäude nachweisbar.[61] Ab 1909 firmierten diese unter dem Namen „Verband der Ortskrankenkassen“, der später kurz AOK genannt wurde.[62] 1926 war die AOK erstmals Eigentümer des Miethauses Nr. 67 und ab 1927 auch der Miethäuser Nr. 61, 63 und 65. Allerdings waren zu diesem Zeitpunkt die Wohnungen in den neu erworbenen Gebäude noch vermietet.[63] Lediglich im Haus Nr. 65 war 1927 bereits die orthopädische Werkstatt der AOK eingerichtet worden.[64] Ab 1929 wurden in allen Gebäuden von Nr.61 bis 67a keine privaten Mieter mehr angeführt.

- Für das Gebäude Kasernenstraße Nr. 28 erfolgte Anfang der 1930er Jahre ein Eigentumswechsel. Im Adressbuch von 1933 wurde erstmals die Commerz- und Privatbank AG als Eigentümer angegeben. Da im Buch des Vorjahres Heinrich Thonemann noch der Eigentümer war, muss 1932 der Besitzübergang erfolgt sein.[65]

- Das Walzstahlhaus wurde von 1938 bis 1940 zwischen Stahlhof und Schauspielhaus auf dem Grundstück Nr. 36 errichtet. In modernerer Ausführung wurde das Gebäude dem Stahlhof angepasst.

- Wie bereits angeführt lag auf dem Eckgrundstück östliche Kasernenstraße und dem aktuellen Graf-Adolf-Platz zu Beginn des 20. Jahrhunderts das Düsseldorfer Hauptpostamt. Zu Beginn der 1920er Jahre wurden nördlich von diesem Gebäude für die Hauptpost zwischen Breite Straße und Kasernenstraße weitere Gebäude für das Telegrafenamt (1922) und das Fernmeldeamt 1 (1951) errichtet.[66]

### Ab 1945

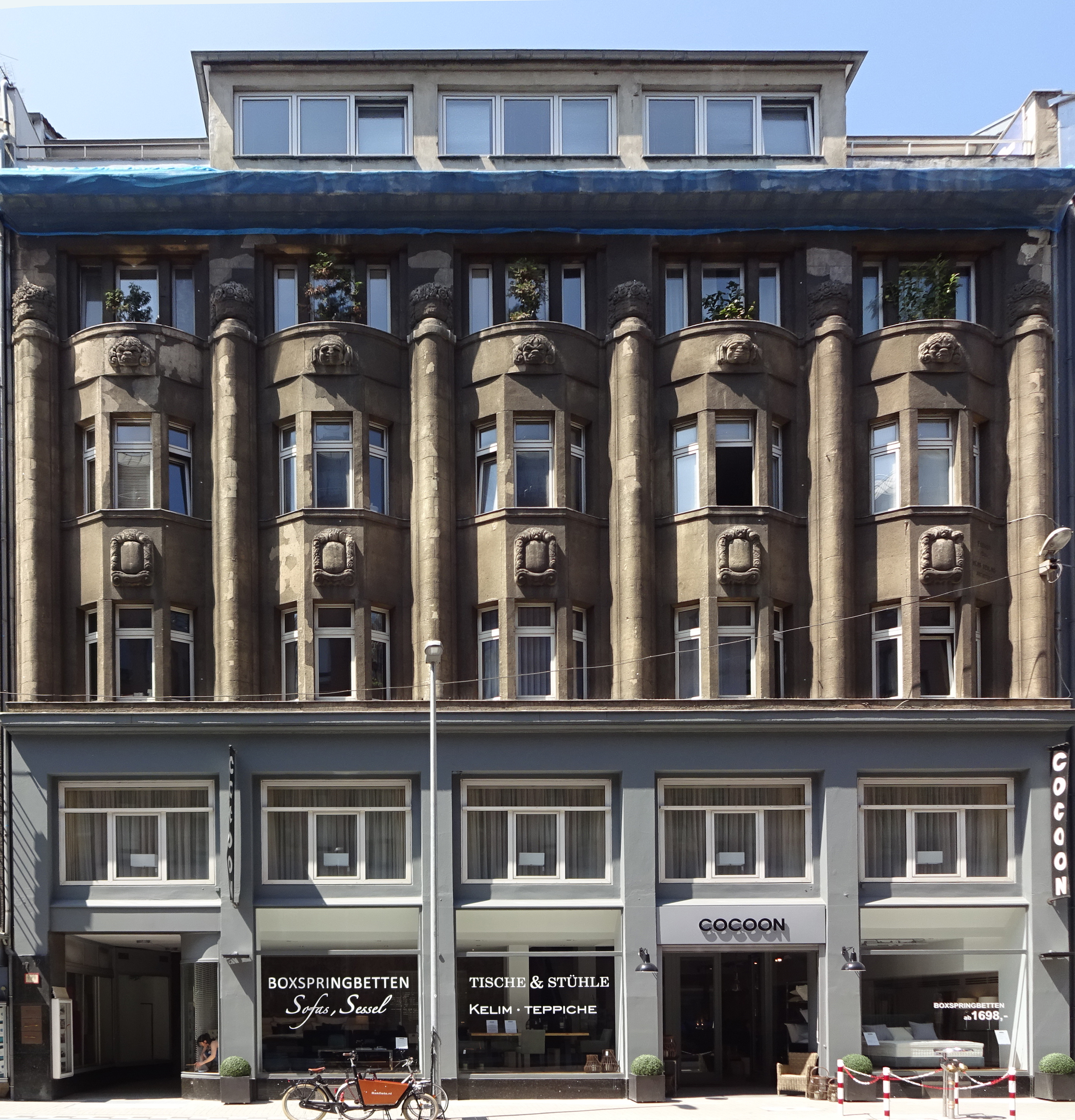
Kasernenstraße 17–19 (2018)

Wie im ganzen Stadtgebiet waren auch auf der Kasernenstraße im Zweiten Weltkrieg viele Gebäude stark beschädigt oder zerstört worden. Bereits Anfang November 1938 war in der sogenannten Reichskristallnacht die Große Synagoge in Flammen aufgegangen und die Ruine bis Ende des gleichen Monats abgetragen worden. Auf dem nun unbebauten Gelände Kasernenstraße Nr. 67 wurde ein großer öffentlicher Schutzbunker für die Stadtbewohner bis Anfang des Krieges angelegt. Nach Kriegsende waren anfangs kaum noch Hotelzimmer in der Stadt vorhanden. Der Bunker wurde deshalb von der Stadt 1946 zum Hotel „Stadt Düsseldorf“ umgebaut und verpachtet. Am 1. Oktober 1946 wurde der Hotelbetrieb eröffnet. Das verpachtete Hotel war bis mindestens in die 1960er Jahre in Betrieb. Um 1980 wurde ein neues Geschäftshaus auf dem Grundstück errichtet. Nach der Fertigstellung zog 1983 die Verlagsgruppe Handelsblatt in das Gebäude Kasernenstraße Nr. 67.
Mit dem Wiederaufbau der zerstörten und der Instandsetzung der beschädigten Häuser ab Ende der 1940er Jahre wurde die Bebauung im Bereich Kreuzung Grabenstraße und Kasernenstraße geändert und letztere bis zur Flinger Straße nach Norden verlängert. Westlich gegenüber dem Carsch-Haus liegt nun das Geschäftshaus Kasernenstraße Nr. 1a. Das auf dem Doppelgrundstück der ehemaligen Alten Synagoge Nr. 17/19 nach der Jahrhundertwende errichtete Geschäfts- und Wohnhaus war ebenfalls im Krieg weitgehend zerstört worden. Beim Wiederaufbau konnten jedoch Teile der alten Fassade, wie auf dem aktuellen Foto des Gebäudes ersichtlich, weiter verwendet werden.

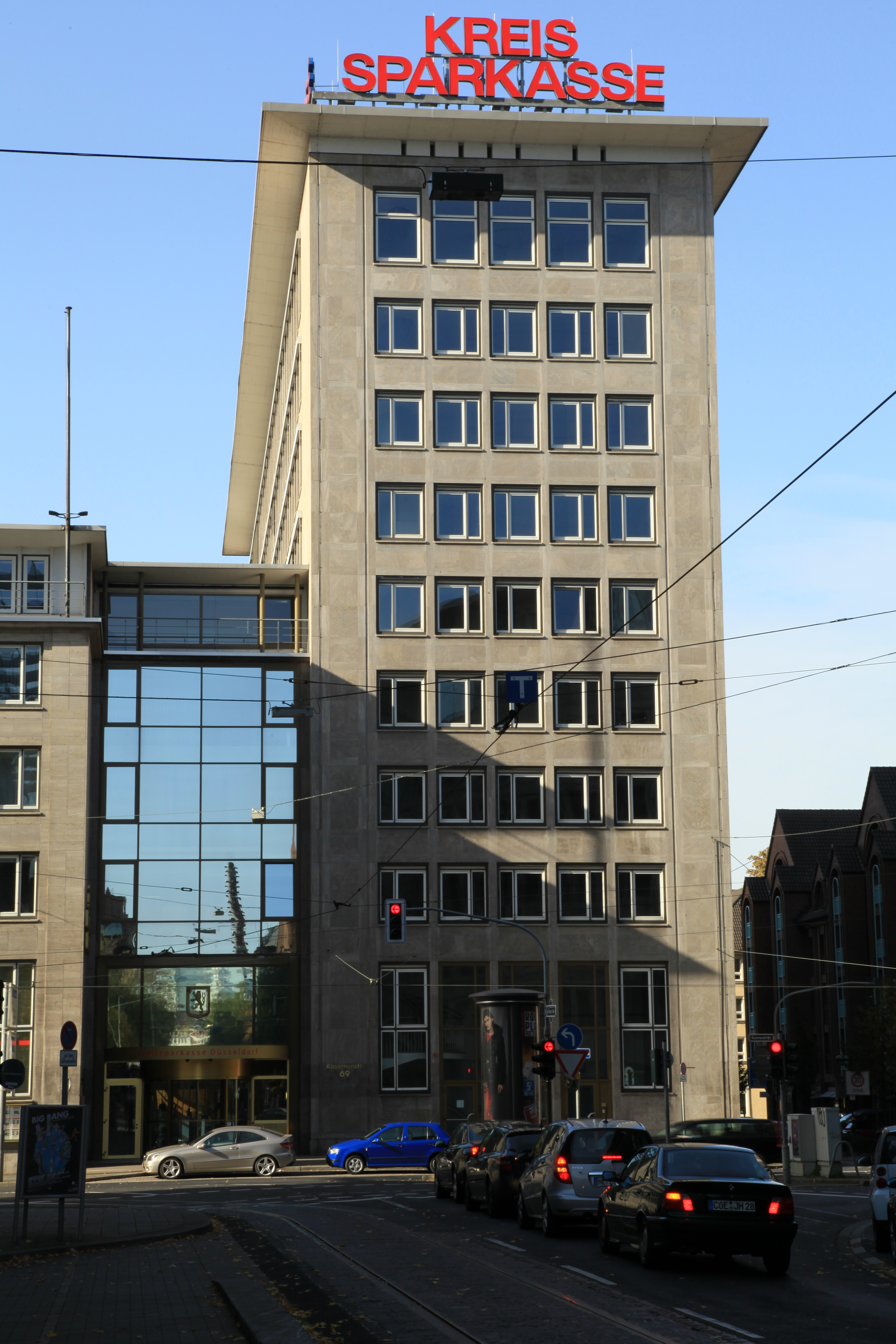
Düsseldorf – Kasernenstraße 69 + 69a – Kreissparkasse

Neu angelegt wurde eine Querverbindung zwischen Kasernenstraße und Ende der Hohestraße am Schwanenmarkt in Höhe der Carl-Theodor-Straße, die Siegfried-Klein-Straße. Bis Kriegsende war zwar zwischen Große Synagoge und dem Landratsamt ein freier Fußgängerbereich vorhanden, der jedoch vor der bebauten Grundstücksgrenze der östlichen Seite des Schwanenmarktes endete. Das stark beschädigte Gebäude des Landratsamtes wurde nach 1945 wieder provisorisch instand gesetzt und für kommunale Einrichtungen genutzt. Später wurde das Gebäude abgerissen und die neue Bebauung nun den aufgeteilten Grundstücken Nr. 69 und 69a mit dem Neubau der Kreissparkasse Düsseldorf angepasst. Der Haupteingang der Sparkasse liegt auf der Westseite der Kasernenstraße in einem mittleren Verbindungstrakt. Dieser verbindet zwei Gebäudeteile, ein niedrigeres an der Kasernenstraße und ein Hochhaus. Letzteres liegt mit seiner Breitseite an der Siegfried-Klein-Straße und erstreckt sich über die gesamte südliche Straßenseite bis zum Schwanenmarkt. Hier befindet sich ein weiterer Eingang mit der Hausnummer Schwanenmarkt 10.
Einige der zerstörten oder stark beschädigten Gebäude wurden nach Wiederherstellung einer anderweitigen Nutzung zugeführt. Dies trifft unter anderem für das Schauspielhaus Kasernenstraße Nr. 40/48 zu. Nach dem Krieg wurde es am alten Standort nicht wieder aufgebaut. Der neue Standort des Düsseldorfer Schauspielhauses befindet sich zwischen Gustaf-Gründgens-Platz und Hofgarten. Auf dem ehemaligen Gelände an der Kasernenstraße wurde stattdessen das Geschäftshaus Nr. 40 neu errichtet.
Ebenfalls wurde das im Krieg abgebrannte Café Otto Bittner auf der Kasernenstraße Nr. 10–14 an der Stelle nicht weiter betrieben. Stattdessen wurden die Räumlichkeiten nach der Wiederherstellung von der Stadt angemietet und ab 1. Oktober 1946 lag dort vorübergehend die Stadtbücherei Stadtmitte. 1952 wurde der Untermietvertrag für diesen Standort gekündigt und die Bibliothek musste das Gebäude verlassen. Später eröffnete Otto Bittner in einem neu errichteten Eckgebäude Kasernenstraße Nr. 10 eines seiner Betriebe wieder. Das neue Café lag bis zur Schließung Anfang der 2000er Jahre seitlich im Eckgebäude auf der Grabenstraße im Bereich des Stadtbrückchens.
Die Anlegung der U-Bahn-Station Heinrich-Heine-Allee in den 1970er Jahren wurde durch die Lage des Carsch-Hauses behindert. Das Gebäude wurde abgerissen und weiter westlich vor der Kasernenstraße unter Wiederverwendung der historischen Außenverkleidung zwischen 1979 und 1984 neu errichtet.

## Seit 2000

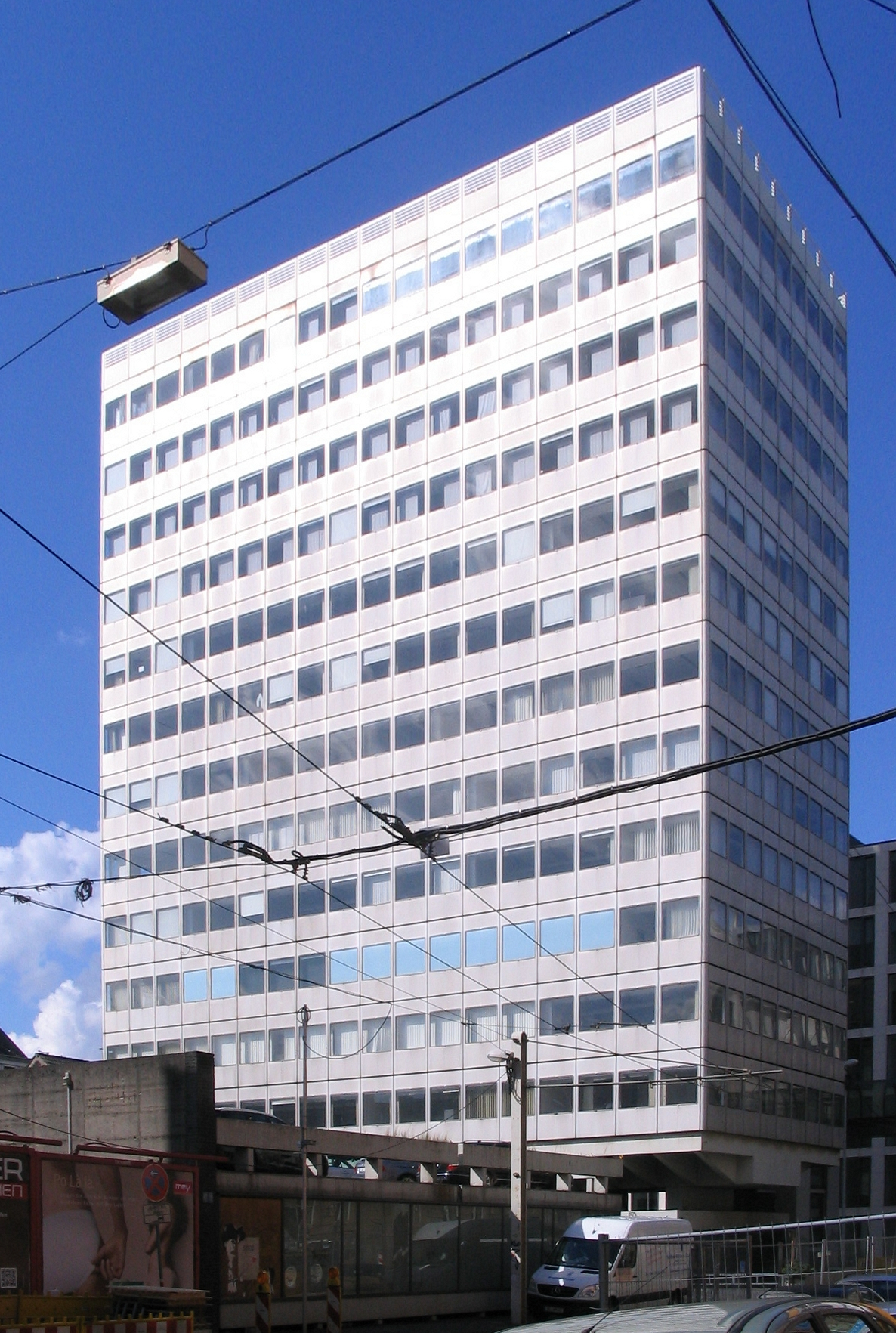
Düsseldorf, Kasernenstraße 39, Commerzbank-Hochhaus

Die Anfang des 21. Jahrhunderts begonnene Umstrukturierung von Grundstücken und der Um- oder Neubau von Gebäuden in der Düsseldorfer Innenstadt betraf auch die Kasernenstraße. Dies gilt auch für ausländische Investoren, die Immobilien in günstiger Stadtlage erwerben und aufwendig entweder modernisieren oder nach Abriss der bestehenden Gebäude großflächiger neu errichten. Beispielsweise wurde das 1954 gebaute und 2010 sanierte Geschäftshaus Kasernenstraße Nr. 1 im Jahr 2011 an eine ausländische Investorengruppe verkauft. Das gleiche geschah mit dem nach dem Krieg neu errichteten Hochhaus der Commerzbank auf der Westseite der Kasernenstraße Nr. 39, das 2015 von der Bank veräußert wurde. Andere Gebäudebereiche wurden aufgekauft, abgerissen und durch neue moderne Geschäftsbauten ersetzt. Beispiele hierfür sind:
- Alle Bauten der Deutschen Post zwischen Carl-Theodor-Straße und Graf-Adolf-Platz wurden Anfang des 21. Jahrhunderts abgerissen und dieser Standort von der Post aufgegeben. Die historische Fassade des Telegrafenamtes an der Carl-Theodor-Straße blieb bestehen. Im südlichen Teilbereich des Areals wurde um 2005 ein modernes und markantes Bürohochhaus mit Glasfassade, kurz GAP genannt, errichtet. Im nördlichen Bereich wurde unter Verwendung der alten Fassade ein neues Bürogebäude mit einem Restaurant errichtet. Der südliche Bereich diese neuen Gebäudes hat postalisch die Nummer Kasernenstraße 44, während die Nordseite unter Carl-Theodor-Straße Nr. 1 erfasst wird.[66]

- Die Häuser Kasernenstraße Nr. 51 und Bastionstraße Nr. 14 und 18 wurden 2014 aufgekauft. Entsprechend der Planung sollten sie zusammen abgerissen und anschließend in diesem Bereich das „Carlsquartier“ errichtet werden. Im November 2015 begann der Abriss der alten Gebäude. 2016 erwarb der amerikanische Investor Hines die Gebäude Kasernenstraße Nr. 39 (Commerzbank-Hochhaus) und Nr. 45 bis 49 mit dem zugehörigen Parkgelände. Weiterhin übernahm Hines das bisherige Bauprojekt Carlsquartier vom Bauträger Immofinanz. Das Projekt wurde gestoppt und die Baustelle stillgelegt. Nach Ausstellung einer erweiterten Baugenehmigung wurden die Bautätigkeiten ab etwa Mitte 2017 für die Erstellung eines großen neuen Geschäfts- und Bürobereiches fortgesetzt.[74][75][76](Stand August 2017)

Der Neubau der Wehrhahn-Linie in Düsseldorf ab Ende 2007 führte auch auf der Kasernenstraße zu erheblichen starken Dauerbehinderungen, da umfangreiche und zeitraubende Arbeiten im Untergrund der Straße durchgeführt werden mussten. Diese endeten nicht nach der Inbetriebnahme der neuen U-Bahn Anfang 2016. Zwar wurde der oberirdische Straßenbahnverkehr auf der Kasernenstraße mit der Inbetriebnahme der neuen U-Bahnstrecken Anfang 2016 abgeschlossen, aber auch aktuell wird der Verkehr weiterhin durch Straßenbaustellen zwischen Grabenstraße und Bastionstraße noch stark beeinträchtigt. Durch die Lage des ehemaligen jüdischen Friedhofs musste die ursprünglich vorgesehene Planung für die Verlegung der unterirdischen Leitungen und Kanäle im Bereich Kasernenstraße geändert werden, um die Totenruhe nicht zu beeinträchtigen. Hierdurch waren trotz Fertigstellung der U-Bahn weitere zusätzliche Arbeiten im Bereich der Straße erforderlich, die bis mindestens Ende 2017 veranschlagt waren.(Stand Juli 2017) Der Friedhof wurde untertunnelt und blieb unangetastet.

## Ausblick
Durch die Verlegung der Straßenbahn in den Untergrund wird eine Umgestaltung der Kasernenstraße mit der Entfernung der Bahngleise erforderlich. Weiterhin wird sich durch den derzeitigen Bau des neuen Carlsquartiers auf der Westseite zwischen Benrather Straße und Bastionstraße kurzfristig das Erscheinungsbild für die Kasernenstraße in diesem Bereich ändern. Nach Beendigung der derzeitigen Straßenbaustellen ist zudem eine Überarbeitung der gesamten Straße erforderlich. Dies betrifft besonders den Bereich nördlich der Wallstraße, da dieser nach Beendigung des oberirdischen Straßenbahnverkehrs zu einem Fußgängerbereich wurde. Aus Renditegründen werden vermutlich die wenigen auf der Kasernenstraße noch einfachen und nicht renovierten oder nach Abriss erneuerten Gebäude in absehbarer Zeit ebenfalls durch Neubauten ersetzt werden. Zu diesen gehören beispielsweise die Gebäude Kasernenstraße Nr. 59 und 57 sowie das südwestliche Eckgebäude Nr. 55 an der Bastionstraße. Letzteres wird allerdings seit dem Sommer 2017 renoviert.
Aktuell wird die Verlegung des Luisen-Gymnasiums zur Völklinger Straße geprüft. Auslöser für die Überlegungen ist der beengte Platzbedarf in der Schule bei steigender Schülerzahl. Da vermutlich etwa 100 Millionen Euro für einen Verkauf dieser Immobilie im Bereich Kasernenstraße Ecke Bastionstraße an eine Investorengruppe erzielbar wären, konnte ein Schulneubau problemlos und kostenneutral für die Stadt finanziert werden. Die Innenstadt von Düsseldorf bleibt weiterhin ein begehrter Standort für aufwendige Um- und Neubauvorhaben.